# Трегубов, Иван Иванович
Иван Иванович Трегубов — советский хозяйственный, государственный и политический деятель, Герой Социалистического Труда.

## Биография
Родился в 1911 году в поселке Константиновский. Член КПСС.
С 1936 года — на хозяйственной, общественной и политической работе. В 1936—1971 гг. — слесарь на Ярославском нефтеперерабатывающем заводе имени Менделеева, участник Великой Отечественной войны, шофёр автомобильной роты артиллерийского склада гвардейских миномётных частей 3-го Украинского фронта, слесарь на Орском нефтеперерабатывающем заводе, слесарь Омского нефтеперерабатывающего завода Министерства нефтеперерабатывающей и нефтехимической промышленности СССР.
Указом Президиума Верховного Совета СССР от 28 мая 1966 года присвоено звание Героя Социалистического Труда с вручением ордена Ленина и золотой медали «Серп и Молот».
Умер в Омске в 1993 году. Похоронен на Северо-Восточном кладбище.